# Kruserbrink
De Kruserbrink was een waterschap in de Nederlandse provincie Overijssel van 1892 tot 1937.
De Gedeputeerde Staten van Overijssel besloten tot oprichting van het waterschap op 19 februari 1892.
In 1937 ging het De Kruserbrink op in het waterschap De Molengoot. De laatste vergadering van het bestuur van het waterschap vond plaats op 18 december 1936.